# 板倉町
板倉町（日语：／ Itakura machi */?）是群馬縣邑樂郡的一町，位于群馬縣東南部。「鶴舞う形」中鶴嘴的位置。

## 历史

### 沿革
- 1889年4月1日－町村制施行，邑樂郡西谷田村、海老瀨村、大箇野村、伊奈良村誕生。
- 1955年2月1日－西谷田村、海老瀨村、大箇野村、伊奈良村合併，板倉町成立。